# ادوارد هامبارتسومیان (هنرپیشه)
ادوارد هاکوبی هامبارتسومیان (ارمنی: Էդվարդ Հակոբի Համբարձումյան؛  زادهٔ ۱۰ اکتبر ۱۹۰۹ - درگذشته ۱ مهٔ ۱۹۷۸) بازیگر اهل ارمنستان بود.

## زندگی‌نامه
وی در ۱۰ اکتبر ۱۹۰۹ در روستای داشبولون به دنیا آمد . وی همچنین برنده جوایزی همچون هنرمند مردمی ارمنستان شوروی (۱۹۵۰) شد. وی در ۱ مهٔ ۱۹۷۸ در سن ۶۸ سالگی در ایروان درگذشت.